# 올리비에 브장스노
올리비에 브장스노(Olivier Besancenot, 1974년 4월 18일 ~ ) 프랑스의 트로츠키주의 성향 정치가이며, 프랑스 대통령 니콜라 사르코지에 대항하는 유력한 지도자로 부상한 적이 있다. 2007년 프랑스 대통령 선거에서 제4인터내셔널의 프랑스 지부인 혁명적 공산주의자 연맹(LCR, Ligue communiste révolutionnaire)의 후보로 출마했다. 2002년 대선에서 혁명적 공산주의자 연맹 후보로 출마해 20만여 표(4.25%)를 얻었으며, 2007년 대선에서 브장스노는 5위인 약 150만 표(4.08%)에 그쳐 결선 투표에서 탈락했다.

## 경력

### 교육자 집안
올리비에 브장스노는 1974년 4월 18일에 오드센의 르발루아-페레에서 태어났다. 아버지 미셸 브장스노는 교사였고, 어머니는 학교 상담교사였다.

### 집배원 활동
그는 파리 제10대학교(낭트르)에서 역사를 공부했으며, 현대사 석사(maîtrise) 학위를 얻고자 파리 제6대학교(피에르 에 마리 퀴리)에서 학업을 계속했다. 1997년부터 그는 파리 교외의 뇌이쉬르센에서 집배원(集配員)으로 일했다. 그래서 우익 정적들은 그를 "붉은 집배원"으로 칭하기도 한다.

## 직위

### 트로츠키주의 활동가
알랭 크리뱅과 루슬랭 바셰타와 함께 올리비에 브장스노는 트로츠키주의 정당인 혁명적 공산주의자 연맹의 대변인을 지냈다.
그러나 브장스노는 자신에게 트로츠키주의자란 꼬리표가 붙는 걸 삼간다.
| “ | "나는 트로츠키도 체 게바라도 로자 룩셈부르크주의자도 아니다. 나는 혁명가이다. 그리고 혁명은 다시 만들어야 하는 것이다. 왜냐하면 혁명의 실험은 지금까지 성공한 바 없기 때문이다. 그중 몇몇 혁명은 웃음거리로 끝났다." | ” |

## 정치 행적

### 정계 입문
브장스노는 매우 어릴 때부터 트로츠키즘을 신봉하여 정치에 뛰어들었다. 1988년 그는 14살의 나이로 혁명적 공산주의 청년회(Jeunesses communistes révolutionnaires)에 가입했다.

### 노동운동
대학에서 역사를 전공할 때 그가 일하던 슈퍼마켓 Shopi에 노동자 일반연맹(Confédération générale du travail) 노동 조합 지부를 세운 바 있다.

### 혁명적 공산주의자 연맹
1991년 그는 혁명적 공산주의자 연맹에 가입했다. 1997년부터 그는 Sud-PTT 노조의 회원이었다. 그는 1999년과 2000년에 그가 일하던 우체국에 휴가를 내고 유럽 의회에 알랭 크리뱅의 의원 보좌관으로 일했다.

### 불란서 대선출마
2001년과 2002년에 그는 포르투 알레그레의 세계사회포럼(WSF)에 참가했다. 2002년 프랑스 대선에 출마하자 브장스노는 전국적인 관심을 받았다. 28세의 나이로 프랑스 역사상 가장 젊은 대통령 후보였다. 혁명적 사회주의 정강을 내세워 그는 130만 표(4.25%)를 얻었다. 25세 이하 유권자 중 13.9%를 얻어 리오넬 조스팽과 장마리 르펜을 눌렀다. 브장스노는 자크 시라크의 정견을 우려했지만 유권자들에게 결선 투표에서 시라크를 선출하여 극우 정치인 르펜의 집권을 막아야 한다고 주장했다.

### 2007년 대선

#### 공약
브장스노는 2007년 대선에 다시 출마했다. 유세 기간 중 그는 "우리의 삶은 그들의 이윤보다 더 가치가 있다"는 슬로건을 내세웠다. 그는 부의 재분배, 최저 임금 인상, 이윤을 창출하는 회사의 노동자 해고 금지, 투기 자본의 이익에 대한 과세를 주장했다. 그는 사회민주주의 정당인 사회당(Parti Socialiste, PS)과 선거에서 정치적으로 거리를 두었으며, 사회당이 중도 좌파 정부에 참여하는데도 반대했다.

#### 집회
브장스노는 켄 로치 노동 계급 투쟁 묘사 파리에서 브장스노의 유세 집회는 4,000여명을 끌어모았는데, 이는 1968년 이후 혁명적 공산주의자 연맹이나 이전 조직 중 가장 큰 집회였다. 브장스노는 2002년때보다 약 300,000 표 더 많은 1,498,581 표(4.08%)를 얻었다. 그는 세골렌 루아얄 후보의 사회당보다 더 좌파적인 후보자 가운데 가장 두각을 드러냈다. 결선 투표에 대해 브장스노는 참여를 요구한 뒤 "5월 6일에 우리는 사르코지가 공화국 대통령이 되는 걸 막는 편에 서게 될 것입니다. 이것은 단지 사르코지에 투표하는 대신 루아얄을 지지하는 문제가 아닙니다."라고 말하여 투표로도 거리에서도 우파에 투쟁했다. 결선에서 니콜라 사르코지가 승리하자 브장스노와 혁명적 사회주의자는 모든 사회/민주주의 진영이 통합 연대를 이루어 [...] 사르코지의 극단적인 신자유주의 퇴행 정책에 대항하자고 주장했다.

### 반자본주의 신당
2008년 6월 이는 각 정당과 트로츠키주의 운동 진영을 통합하기 위해 반자본주의신당(Nouveau parti anticapitaliste, NPA) 창당으로 이어진다. 이 정당은 2009년 유럽 연합 의회 선거에 첫 후보자 배출을 목표로 삼고 있다. 신당 준비가 진행되는 동안 브장스노는 2008년 여름에 사회당에서 일어난 내분을 이용할 수 있었다. 사회당이 라 로셸에서 연례 당 지도자 토론회를 열기 때문이었다. 그가 사회당이 현직 대통령 사르코지가 아닌 자신에게 관심을 집중하는데 항의하면서 그의 인기는 계속 상승했다. 브장스노는 프랑스 TV에서 더 큰 요구에 집중하며 "그곳[혁명]에 이르는 것은 대중에게 달렸다"고 말했으며, 또 혁명적 공산주의자 연맹 회의에서 좌파가 야당 구실을 못하고 있다고 말했다. 한 여론 조사에서 브장스노는 사회당의 두 거물 루아얄(35%)과 프랑수아 올랑드(31%)를 훨씬 제치고 47%의 지지를 받았다. 어떤 언론에서는 브장스노와 반자본주의 신당의 인기가 표로 전환되어, 2002년 대선 때처럼 프랑스 좌파가 마르크스주의와 親시장주의로 갈라질수도 있다고 시사했다.

## 브장스노 사건
2008년 10월, 프랑스의 어느 전기총 제조회사 사장과 사설 탐정 둘, 전·현직 경찰관, 세관 공무원과 또 한 사람, 이렇게 일곱 명의 사람들이 경찰에 체포되었다. 불법적으로 수 차례 브장스노 가족의 사생활과 직업상 비밀 엄수 위반, 자동 정보 처리 시스템에 부정한 접근 여부 등을 감시하여 정보를 얻어내려한 혐의였다. 이들은 2007년 10월부터 2008년 1월까지 스파이 노릇을 했는데 이것을 "브장스노 사건"이라 한다. 이 사건으로 말이암아 브장스노에게 언론의 관심이 집중되었다. 리베라시옹(Libération)은 이 사건의 혐의가 확정되기 하루 전에 다음과 같이 전했다. "내무부에 무기를 파는 어떤 사업가가 체포되었는데 이는 심히 사회 질서를 위협하는 일이다. 특히 전직 경찰이 운영하는 일반 회사가 저명한 정치인의 뒤를 밟았기 때문이다."

## 같이 보기
- 혁명적공산주의자동맹 (프랑스)
- 반자본주의신당